# Gus Hoffman
Augustus Paul Hoffman (Colorado Springs, Colorado, 26 de agosto de 1991), conocido artísticamente como Gus Hoffman, es un actor estadounidense. Es quizás más conocido por sus papeles como Warren en The Suite Life of Zack & Cody, como Goggles en la película Rebound y Johnny Nightingale en las temporadas 1 a 4 de Lincoln Heights.

## Vida personal
Gus se crio en Ojai, California.

## Filmografía
| Cine       | Cine                               | Cine                   | Cine                                                                             |
| Año        | Película                           | Papel                  | Notas                                                                            |
| ---------- | ---------------------------------- | ---------------------- | -------------------------------------------------------------------------------- |
| 2005       | Rebound                            | Goggles                |                                                                                  |
| 2007       | What's Stevie Thinking?            | Henry                  |                                                                                  |
| 2008       | Welcome Home Roscoe Jenkins        | Joven Clyde            |                                                                                  |
| 2009       | Gifted Hands: The Ben Carson Story | Teen Bennie            |                                                                                  |
| Televisión |                                    |                        |                                                                                  |
| Año        | Título                             | Papel                  | Notas                                                                            |
| 2004       | Phil del Futuro                    | Jorge                  | Un episodio: Jorge                                                               |
| 2004       | George Lopez                       | Niño corpulento        | Un episodio: Sk8erboyz                                                           |
| 2005       | The Bernie Mac Show                | Mason                  | Un episodio: Jack & Jacqueline                                                   |
| 2005       | Zoey 101                           | Chico del Noveno Grado | Un episodio: Election                                                            |
| 2005       | Sex, Love & Secrets                | Sean                   | Tres episodios: Danger, Molting y Territorial Defense                            |
| 2005       | ER                                 | Caroler #1             | Un episodio: All About Christmas Eve                                             |
| 2005-2006  | The Suite Life of Zack and Cody    | Warren                 | Cuatro episodios: Cody Goes to Camp, Odd Couples, Forever Plaid y Ah, Wilderness |
| 2007       | Just Jordan                        | Ty                     |                                                                                  |
| 2007-2009  | Lincoln Heights                    | Johnny Nightingale     | Catorce episodios (Muere en un accidente de atropello con fuga)                  |
| 2011       | Greek                              | Promesa OX #3          | Un episode: Agents for Change                                                    |